# John Foy
John Joseph Foy (Cootehill, 26 marzo 1882 – Queens, 10 febbraio 1960) è stato un maratoneta statunitense.
Foy partecipò alla maratona ai Giochi olimpici di Saint Louis 1904, senza riuscire a completarla.